# Прибытие Улисса ко двору царя Ликомеда
«Прибытие Улисса ко двору царя Ликомеда» — картина французского художника Клода Желле по прозванию Лоррен, из собрания Государственного Эрмитажа.
Картина иллюстрирует сюжет, распространённый в античной литературе, описанный в том числе и Овидием в «Метаморфозах»: Ахиллу судьбой было предсказано пасть под стенами Трои. Его мать Фетида решила изменить судьбу сына и, переодев его в женскую одежду, отправила Ахилла на остров Скирос к тамошнему царю Ликомеду, где он скрывался в обществе царских дочерей. Улисс в поисках Ахилла явился на Скирос под видом торговца и вычислил его. Изображён момент, когда шлюпка, спущенная с большого корабля, стоит у городской пристани, а Улисс со спутниками входит в городские ворота.
Слева наверху над воротами изображён барельеф с очень похожей сценой. Слева снизу на торце ступени слабочитаемая подпись художника и дата: CLAVDIO.G. I. F. ROMAE 1635 (последнюю цифру возможно прочитать и как «6»). Справа внизу красной краской нанесены цифры «2500» — под этим номером картина была внесена в первый рукописный каталог Эрмитажа, начатый в 1797 году. С тыльной стороны холста реставрационная надпись 1850 года, а также чёрной краской нанесены цифры «3431», соответствующие номеру картины по описи 1859 года. На правой планке подрамника написаны цифры «47» — под этим номером картина выставлялась на торгах аукциона Лепке в 1931 году.
Ранняя история картины неизвестна. В 1772 году она была выставлена в Париже на распродаже коллекции Л.-М. Ванлоо, где её проибрёл О. Менажо для Д. Дидро, который, в свою очередь, занимался приобретением картина для императрицы Екатерины II. Присутствовавший при торгах художник Г. де Сент-Обен на полях каталога зарисовал картину.
В 1774 году картина была внесена в опись императорских дворцовых картин, составленную И. Э. Минихом и далее была внесена в первый рукописный каталог Эрмитажа, начатый в 1797 году. В первой половине XIX века данные о происхождении картины были утеряны и в каталог она была внесена под названием «Возвращение семьи воина после войны» как поступившая в Эрмитаж в 1779 году и имеющая происхождение из собрания Р. Уолпола, а ранее де Морвиля. В последующих публикациях картины ей было возвращено прежнее название, но ошибочные сведения о её провенансе продолжали тиражироваться вплоть до начала XX века; по неизвестной причине эта ошибка вновь была повторена в 2010-х годах на сайте Эрмитажа). В 1850 году картина была переведена на новый холст, о чём имеется запись на её оборотной стороне: «Переложилъ со старого холста на новый в 1850 г. Эрмитажный Реставратор Гурскiй».
В конце 1920-х годов картина предполагалась к продаже за границу и была передана в контору «Антиквариат». В мае 1931 года она выставлялась в Берлине на торгах аукциона Лепке, но продана не была. В начале декабря того же года возвращена в Эрмитаж, принята по акту от 14 декабря. Выставляется в Зимнем дворце в зале 281 (зал Лоррена).
Н. К. Серебрянная отмечает, что сюжеты из «Метаморфоз» Овидия художник чаще стал использовать с конца 1630-х годов, а картин непосредственно связанных с Улиссом в его творчестве всего три — кроме эрмитажного холста ещё две картины находятся в Лувре: «Морской порт, эффект тумана (Посадка Улисса, Энея и Ахата?)» (1646 год) и «Одиссей возвращает Хрисеиду её отцу» (1644 год). Все три картины были написаны для французского закачика. Дворец, расположенный правее ворот, Желле повторил с некоторыми изменениями и под другим углом зрения на картине «Морской вид с прибытием царицы Савской» (Лондонская национальная галерея).
- «Одиссей возвращает Хрисеиду её отцу» 
(1644 год). Лувр
- «Морской порт, эффект тумана (Посадка Улисса, Энея и Ахата?)» 
(1646 год). Лувр
- «Морской вид с прибытием царицы Савской» 
(1648). Лондонская национальная галерея

Н. К. Серебрянная следующими словами характеризовала картину:

В марине соединяются архитектурные фантазии и остатки реальных сооружений предшествующих эпох, но отсутствует стремление к археологической точности и достоверности. Помещая фантастические постройки в реальную пейзажную среду или, наоборот, реально существующие здания в воображаемую, Лоррен добивался особого эффекта, создавал эмоциональную атмосферу, необходимую для раскрытия сюжета. В данном случае это напряжённое ожидание развития интриги, вероломства Улисса и неминуемого разоблачения Ахилла.